# Глуша
Глу́ша (біл. Глуша) — селище в Могильовській області Білорусі, у Бобруйському районі.
Населення селища становить 1,5 тис. осіб (2005).

## Особистості
В селищі народився Шутов Степан Федорович — полковник, двічі Герой Радянського Союзу.
| Білорусь | Це незавершена стаття з географії Білорусі. Ви можете допомогти проєкту, виправивши або дописавши її. |